# جون ويسلي ورك جونيور
جون ويسلي ورك جونيور (بالإنجليزية: John Wesley Work, Jr.)‏ هو كاتب أغاني وملحن أمريكي، ولد في 1871 في ناشفيل في الولايات المتحدة، وتوفي في 1925.

## وصلات خارجية
- جون ويسلي ورك جونيور على موقع ميوزك برينز (الإنجليزية)
- جون ويسلي ورك جونيور على موقع أول ميوزيك (الإنجليزية)
- جون ويسلي ورك جونيور على موقع ديسكوغز (الإنجليزية)
- جون ويسلي ورك جونيور على موقع ديسكوغز (الإنجليزية)